# Pati de Cal Lluís
El pati de Cal Lluís és un jardí privat del municipi del Masnou (Maresme) protegit com a bé cultural d'interès local.

## Descripció
Es tracta d'una petita parcel·la de forma rectangular situada entre el carrer del Bergantí Caupolican, el carrer del Doctor Botey i el passeig de Prat de la Riba. El jardí constitueix pati davanter d'una casa de cos amb façana principal orientada al pla del carrer del Bergantí Caupolican. És el pati característic de l'urbanisme masnoví del segle xix que, en aquest cas, s'ha conservat. Està delimitat per un mur baix d'obra amb una entrada pel carrer del Bergantí Caupolican i una altra pel passeig de Prat de la Riba, amb reixa de ferro i un mur més alt a la façana de llevant. Per la façana de ponent fa mitgera amb un bloc de pisos.
En un lateral hi ha una pèrgola amb un roser i hi ha diverses especies plantades (margalló, llorer, pi i ficus, entre d'altres). També hi havia una palmera canària que va morir a conseqüència de la plaga de l'escarabat morrut.